# Långbro sjukhus
Långbro sjukhus was tot 1997 een psychiatrische kliniek te Långbro bij Stockholm, sindsdien een park en een museum.
In 1902 gaf de gevolmachtigde van de stad Stockholm bevel om een nieuwe psychiatrische kliniek te bouwen en kocht het terrein. De architect Gustaf Wickman begon in 1904. In 1909 was het klaar.
In 1912 werd de capaciteit opgevoerd tot 640 patiënten. In 1922 werd een nieuw paviljoen bijgebouwd, waardoor de capaciteit steeg naar 730 bedden. In 1970 volgde een uitbreiding naar 1350 plaatsen. In 1993 werd de inrichting beperkt tot 600 patiënten en in 1997 werd ze gesloten om er een park van te maken.
De Duitse Nazi Hermann Göring werd er opgenomen voor zijn verslaving aan morfine.